# داسا (ایتالیا)
داسا (به ایتالیایی: Dasà) یک کومونه در ایتالیا است که در استان ویبو والنتیا واقع شده‌است. داسا ۶٫۱۹ کیلومتر مربع مساحت و ۱٬۱۸۳ نفر جمعیت دارد و ۲۵۸ متر بالاتر از سطح دریا واقع شده‌است.